# Alestopetersius caudalis
Alestopetersius caudalis Boulenger, 1909, conosciuto comunemente come Tetra pinne gialle, è un pesce d'acqua dolce appartenente alla famiglia Alestidae.

## Distribuzione e habitat
Questa specie è diffusa nel bacino idrografico del fiume Congo, dove frequentano acque con molta vegetazione, stando vicina alla superficie.

## Descrizione
Presenta un corpo alto e allungato, piuttosto compresso ai fianchi, con profilo dorsale arcuato e ventre pronunciato; gli occhi sono grandi. Negli esemplari adulti la pinna dorsale, l'anale e le pinne ventrali hanno bordi allungati e sfilacciati, così come la pinna caudale, che al centro presenta un prolungamento nero dei raggi. La livrea vede un fondo variabile dal bianco rosato all'azzurrino, con dorso azzurro e riflessi metallici, attraversato al centro da una linea sfumata orizzontale bruno-violacea sottilmente circondata da sfumature gialle. Le pinne sono giallo-trasparenti, con riflessi azzurrini, orlate di giallo-azzurro. I maschi hanno colorazione più vivace e pinne più lunghe delle femmine. 

Raggiunge una lunghezza massima di 6,2 cm

## Riproduzione

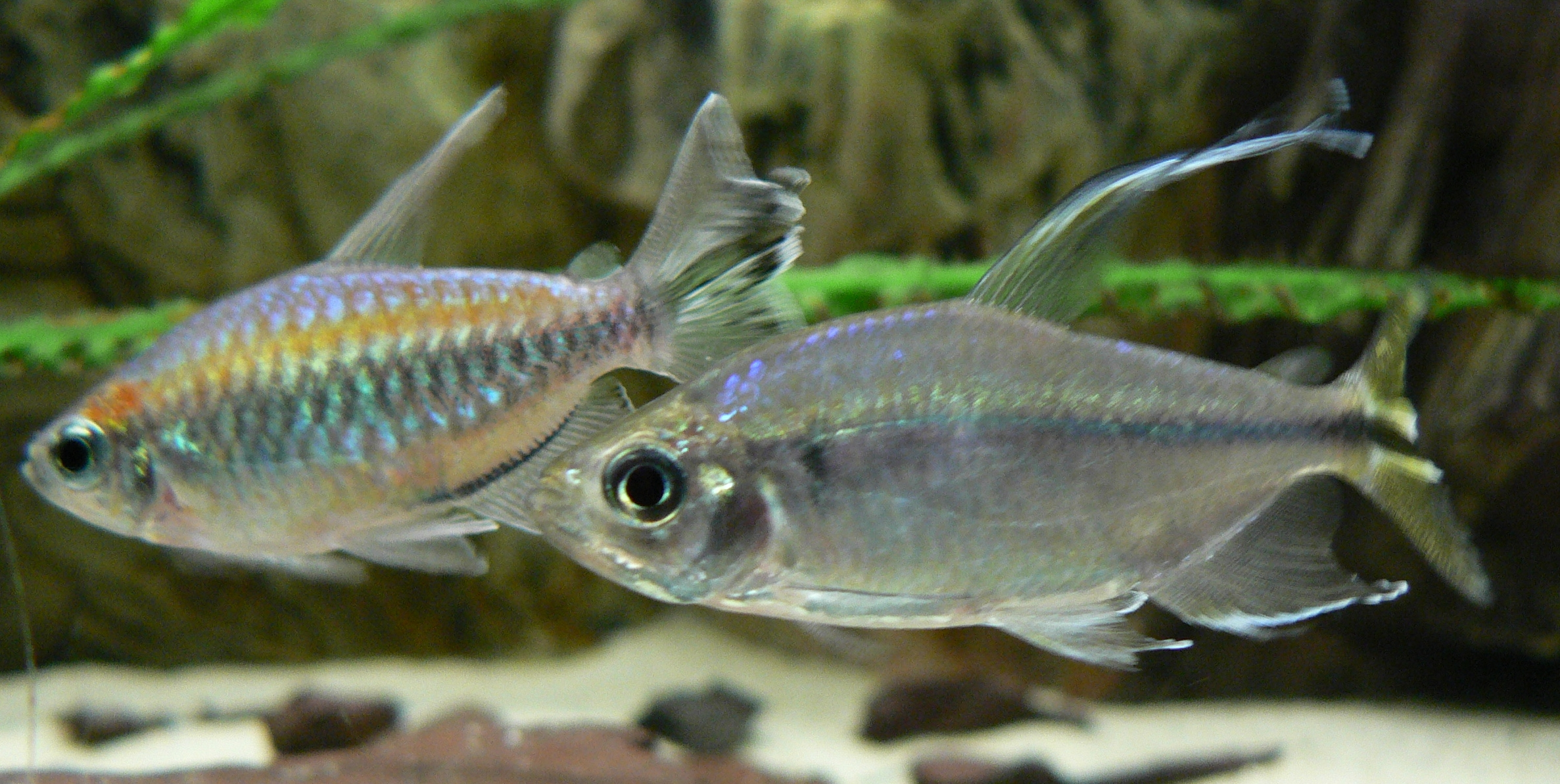
Alestopetersius caudalis e Phenacogrammus interruptus

Durante il periodo della fregola si formano le coppie: femmina e maschio si appartano e si inseguono, fino all'accoppiamento: i corpi fremono ed espellono uova e sperma contemporaneamente. Nel corso di una riproduzione maschio e femmina si accoppieranno varie volte per alcuni giorni fino ad avere oltre un centinaio di uova fecondate (in alcuni casi sono state contate oltre 300 uova). L'incubazione dura circa 6 giorni e gli avannotti si nutrono del sacco vitellino per le 24 ore successive, dopodiché procederanno alla ricerca di cibo.

## Alimentazione
A. caudalis ha dieta onnivora.

## Acquariofilia
Non molto diffuso in commercio per l'acquariofilia. La sua riproduzione in cattività è piuttosto difficile.